# 孝淑睿皇后
孝淑睿皇后（こうしゅくえいこうごう、満州語:ᡥᡳᠶᠣᠣᡧᡠᠩᡤᠠ
 ᠨᡝᠮᡤᡳᠶᠠᠨ
 ᠰᡠᠩᡤᡳᠶᡝᠨ
 ᡥᡡᠸᠠᠩᡥᡝᠣ 転写：hiyoošungga nemgiyan sunggiyen hūwangheo）は、清の嘉慶帝の皇后。満洲正白旗の出身。姓は喜塔臘氏（Hitara hala）。内務府総管兼副都統の和爾経額（ヘアジンアオ）の娘。

## 生涯
和爾経額（ヘアジンアオ）とその2番目の継妻である王佳氏の間に生まれた。
乾隆39年（1774年）に、乾隆帝の皇子永琰（後の嘉慶帝）に嫁ぎ、嫡福晋（正室）となった。夫との間には下記の1男2女を出産する。夫が義父の乾隆帝からの譲位をうけて、清朝第7代皇帝嘉慶帝となると、皇后となり、景仁宮に居住するようになる。その2年後の嘉慶2年（1797年）に、病没した。
皇帝の最初の正室（追尊ならびに継室を除く皇后）から皇帝の生母となった人物は清代において、孝淑睿皇后だけである。（抜擢されて側室から）正室になり、続けて国母となった皇后はほかに道光帝の全貴妃（諡して孝全成皇后、咸豊帝の生母）がいる。すなわち、宣宗・文宗の父子二代が皇后を生母としている。

## 子女
- 皇二女（夭逝）
- 皇二子綿寧（道光帝）
- 皇四女荘静固倫公主

## 伝記資料
- 『清史稿』